# 김병진
김병진(金秉鎭, 1915년 ~ 1973년 3월 13일)은 대한민국의 정치인이다. 제2대, 제5대 국회의원을 지냈다.
마산 호신중학교를 졸업하고 국민학교 교사, 한청군단장, 민주당 진해시당위원장, 민주당중앙위원을 역임하였다.

## 역대 선거 결과
|  | 21.13% |

|  | 18.20% |

|  | 23.12% |